# Bumbanian
Das Bumbanian ist in der Erdgeschichte eine regionale Stufe im terrestrischen Paläogen Ostasiens. Das Bumbanian ist die vierte Stufe in der Abfolge der Landsäugetierstufen in Ostasien und folgt auf das Gashatan, darüber (bzw. danach) folgt das Arshantan. Nach der derzeitigen Korrelation entspricht es dem unteren Teil der globalen Ypresium-Stufe des Eozän (Paläogen) (der obere Teil des Ypresium korreliert bereits mit einem Teil der darüber folgenden Arshantan-Stufe). Geochronologisch wird es derzeit in den Zeitraum 56 bis 52 Millionen Jahre datiert. Das Bumbanian ist durch eine Einwanderungswelle von Säugetiergruppen aus Nordamerika charakterisiert.

## Begriffsgeschichte
Das Bumbanian ist nach dem Bumban-Member der Naran Bulak-Formation im Nemegt-Becken (bei Tsagan Khushu, südliche Gobi, Mongolei) benannt. Der Begriff Bumbanian erscheint erstmals (?) 1986 in einem Artikel von Philip Gingerich in der Wissenschaftszeitschrift Science.

## Definition, absolute Datierung, Korrelation und Untergliederung
Der Beginn des Bumbanian ist durch das Erstauftreten von Primates, Perissodactyla, Artiodactyla, Condylarthra und Ctenodactyloidea charakterisiert. Dies entspricht auch dem Erstauftreten dieser Gruppen in Nordamerika und Europa. Im Bumbanian treten die archaischen Familien Micromomyidae, Plesiadapidae, Paramomyidae und Hyopsodontidae erstmals in Ostasien auf. In Nordamerika kommen sie schon im Paläozän vor; dies weist auf eine Einwanderung dieser Familien aus Nordamerika hin.
Im Bumbanian starben die Familien Eurymylidae, Mimotonidae, Didymoconidae, Alagomyidae und Prodinoceratidae aus. Typische Gattungen sind Rhombomylus und Gomphos.
Die Grenze Gashatan/Bumbanian wird traditionell mit der Paläozän/Eozän-Grenze korreliert. Damit entspricht das Bumbanian dem unteren Teil der globalen Ypresium-Stufe. In absoluten Zahlen entspricht das Bumbanian dem Zeitraum von 56 bis 52 Millionen Jahre.
Die Bumbanian-Stufe wird in drei Biozonen unterteilt:
- Heptodon, typische Gattung: Anatolostylopsis, Erstauftreten: Helaletidae, Aussterben: Arctostylopidae, Eurymylidae, Mimotonidae und Prodinoceratidae
- Homogalax, Erstauftreten: Lophialetidae, Eomoropidae, Ischyromyidae; Aussterben: Multituberculata, Astigalidae, Pseudictopidae, Alagomyidae
- Orientolophus, Erstauftreten: Isectolophidae, Gomphos; Aussterben: Cimolestidae

## Belege